# Alexandre de Schleswig-Holstein-Sonderbourg
Alexandre de Schleswig-Holstein-Sonderbourg (en allemand Alexander von Schleswig-Holstein-Sonderburg), né le 20 janvier 1573 à Sønderborg et décédé le 13 mars 1627, est duc de Schleswig-Holstein-Sonderbourg de 1622 à 1627.

## Famille
Fils de Jean de Schleswig-Holstein-Sonderbourg et de Élisabeth de Brunswick-Grubenhagen.

### Mariage et descendance
En 1604, Alexandre de Schleswig-Holstein-Sonderbourg épouse Dorothée de Schwarzbourg-Sondershausen (1579-1639).
Onze enfants sont nés de cette union :
- Jean-Christian de Schleswig-Holstein-Sonderbourg (1607-1653), puis duc de Schleswig-Holstein-Franzhagen ; en 1634, il épouse Anne von Delmenhorst (1668), fille du comte Antoine II d'Oldenbourg-Delmenhorst (quatre enfants) ;
- Alexandre-Henri de Schleswig-Holstein-Sonderbourg (1608-1667) ; en 1643, il épouse Dorothée von Sonderbourg, fille d'Edgar von Sonderbourg (neuf enfants) ;
- Ernest-Gonthier de Schleswig-Holstein-Sonderbourg-Augustenbourg, duc de Schleswig-Holstein-Augustenbourg ;
- Georges de Schleswig-Holstein-Sonderbourg (1611-1676) ;
- Auguste-Philippe de Schleswig-Holstein-Sonderbourg-Beck ; il fonde la quatrième branche et est l'ascendant de la reine Margrethe II, de Harald V, de Constantin II de Grèce, de Philip Mountbatten, d'Élisabeth II, d'Ernest-Auguste de Hanovre (Ernest-Auguste V de Hanovre) ;
- Adolphe de Schleswig-Holstein-Sonderbourg (1613-1616) ;
- Anne de Schleswig-Holstein-Sonderbourg (1615-1616) ;
- Guillaume de Schleswig-Holstein-Sonderbourg (1616-1616) ;
- Sophie de Schleswig-Holstein-Sonderbourg (1617-1696), qui épouse en 1635 le comte Antoine von Oldenbourg (†1667) ;
- Éléonore de Schleswig-Holstein-Sonderbourg (1619-1619) ;
- Philippe-Louis de Schleswig-Holstein-Sonderbourg-Wiesenbourg (1620-1689).

## Généalogie
Alexandre de Schleswig-Holstein-Sonderbourg appartient à la première branche de la Maison de Schleswig-Holstein-Sonderbourg issue de la première branche de la Maison d'Oldenbourg. Il est le troisième, mais l'ainé des survivants, des fils de Jean de Schleswig-Holstein-Sonderbourg, à qui il succède en 1622. Cette lignée s'éteignit en 1931 au décès de Albert de Schleswig-Holstein. Alexandre de Schleswig-Holstein-Sonderbourg est l'ascendant du roi Frederik X.